# Санапеї Танде
Наташа Санайпей Танде (нар. 22 березня 1985 р.) музикант і композитор, відома як Сана, кенійська співачка, автор пісень, актриса, ведуча караоке та артистка. Народилась і виросла в Момбасі. Згодом у Нгонгу разом з двома іншими партнерами по команді вона перемогла в пошуку талантів від фірми Кока-Коли у Східній Африці 2004 року . Після цього вона працювала на радіо Capital FM. У 2007 році вона приєдналася до Kiss 100, а потім Easy FM у 2013 році (тепер відоме як радіо Nation FM), де її щоденне ранкове шоу мало найвищий рейтинг від слухачів станції.

## Раннє життя
Народившись і виростивши в Момбасі, Сана відвідувала монастир Лорето Момбаса, середню школу Мама Нгіна та середню школу Ага Хана. Коли їй було 16 років, її родина переїхала до Матасії поблизу Найробі, де вона перейшла до дівчачої школи Сент-Люсі Кірірі, Найробі та закінчила її. Зважаючи на те, що вона була допущена до навчання фармації в Кенійському медичному навчальному коледжі, вона вирішила тимчасово відкласти музичну кар'єру.

## Кар'єра

### Початок кар'єри: Поза межами
У 2004 році, у віці 19 років, вона приєдналася до реаліті-змагання «East Africa Coca-Cola Popstars Talent Search» після спільної роботи з родиною. Вона та її два одногрупники «Сема» Кевін «Кев» Ваверу та Пам Вайтака виявилися переможцями. Тріо випустило свій дебютний сингл Leta Wimbo та сімнадцяти-трековий альбом, який приніс їм успіх. На жаль, у 2005 році група розпалася, після чого Сана взялася за сольну кар'єру.

### Сольна робота, співпраці та радіо
Після розпаду гурту, Танде співпрацювала з Хуа Калі, Big Pin, Madtraxx, K-Denk, Dan Aceda та Kidum, випустивши ряд синглів, таких як «Najuta», «Niwe wako», «Kwaheri», «Big Shot Remix», " Я тут ", " Mulika Mwizi «та» Mtoto wa Geti Kali ". У 2006 році Tande приєдналася до Kiss 100 після роботи з Eve D'Souza на Capital FM . Вона також почала проводити караоке в різних барах та клубах по Найробі. Пізніше вона приєдналася до Nation FM у 2013 році, спільно з Едвардом Квачем у драйв шоу. Того ж року вона вписала нову сторінку в свою музичну кар'єру, випустивши «Я бажаю», з «Mfalme wa Mapenzi». Потім вона приєдналася до коміка Обінна Іке Ігве у середині ранкового шоу, а пізніше представила свою сольну пісню в тому ж шоу.
У червні 2014 року Сана випустила відео на свій сингл «Mfalme wa Mapenzi», що викликало суперечки. Вона випустила відео Анкула Хуу у березні 2015 року, і воно було добре сприйняте критиками. Також популярною стала її пісня Амінь, де розповідається про почуття до загиблого брата. У вересні 2015 року її шоу послідовно отримувало найвищі рейтинги. Але вона припинила свою діяльність, що спричинило безліч відгуків її прихильників з вимогою продовження діяльності. Вона також займається акторською діяльністю і займає провідну роль у місцевому драматичному театральному житті.

## Дискографія
| Рік                               | Сингли                 | Продюсер / режисер | Альбом | Посилання                    |
| --------------------------------- | ---------------------- | ------------------ | ------ | ---------------------------- |
|                                   | «Квахері» (з Хуа Калі) |                    |        |                              |
| "Наджута (з Хуа Калі)             | Icon Pro               |                    | [ 15 ] |                              |
| «Муліка Мвізі» (Kidum feat. Сана) | Фільми Мара Моя        |                    | [ 16 ] |                              |
| «Не той» (Chizi feat. Сана)       | Шарль Оуда             |                    |        |                              |
| «Geti Kali» (Sana feat. Хуа Калі) | Огопа                  |                    |        |                              |
| «Ти» (Bigpin feat. Сана)          | Icon Pro               |                    |        |                              |
| 2014 рік                          | «Mfalme wa Mapenzi»    | Мандо Брайан       |        | [ 17 ]                       |
| 2015 рік                          | «Анкула Хуу»           | Сінема Фільми      |        | [ 18 ]                       |
| 2015 рік                          | «Раста людина»         | Сінема Фільми      |        | [ 19 ] [ 20 ]                |
| ?                                 | «Ваша власність»       |                    |        |                              |
| 2017                              | Амінь                  | Tom Gor            |        | https://youtu.be/NIo74zd6Nn4 |